# Georges Alfons Goossens
Georges Alfons Goossens (Sint-Gillis-bij-Dendermonde, 6 augustus 1896 – Aalst, 9 december 1971) was een Belgisch politicus. Hij was lid van de Belgische Socialistische Partij (BSP).

## Levensloop
Beroepshalve werd hij beheerder in vennootschappen.
Goossens was vanaf 1938 gemeenteraadslid en van 1944 tot 1947 schepen van Dendermonde. Namens de BSP was hij van 1950 tot 1954 provincieraadslid in Oost-Vlaanderen.
Van 1954 tot 1954 was hij provinciaal senator en van 1954 tot 1965 senator voor het arrondissement Dendermonde-Sint-Niklaas. Vanaf 1961 tot aan zijn vertrek in 1965 was hij secretaris van de senaat.
Het archief van Goossens wordt bewaard in het Archief en Museum van de Socialistische Arbeidersbeweging – Instituut voor Sociale Geschiedenis (amsab).